# Lusi Tatafu
Pour les articles homonymes, voir Tatafu.
Lusitania Tatafu, de son vrai nom Karoline Lusitania Tatafu, dite Lusi Tatafu, née le 20 février 1998 à Canberra, est une archère tongienne.

## Biographie
Elle naît à Canberra, en Australie. Elle est étudiante et pratique le tir à l'arc à l'international depuis 2012. Son coach est Ricci Cheah.
Du 1er au 2 janvier 2012, elle participe à l'open des Championnats de Nouvelle-Zélande et des qualifications olympiques en Océanie. Elle finit septième.
Elle participe à l'open d'Australie de 2013 du 2 au 4 août et termine neuvième.
En 2014, elle participe à la 71e édition des Championnats de tir à l'arc nationaux de Nouvelle-Zélande ainsi qu'à l'open de Nouvelle-Zélande. Elle finira à la 17e place. La même année, elle participe au deuxième Grand Prix asiatique à Taipei, du 10 au 15 août 2014, et finit à la 33e place.
En 2015, elle participe aux Championnats nationaux en salle de Nouvelle-Zélande et remporte la médaille d'argent.
En 2016, elle participe au Mondial de tir à l'arc d'Océanie et se qualifie au tournoi de qualification continental en finissant à la quatrième place. C'est cette même année qu'elle participera pour la première à des Jeux olympiques d'été, ici, ceux de Rio de Janeiro, et terminera 33e,. Elle est porte-drapeau à la cérémonie d'ouverture.

## Palmarès

### Jeux olympiques
- 2014 à Nankin,  Chine[3]
  - 17e en individuel féminin
  - 9e en équipe de jeunes mixtes
- 2016 à Rio de Janeiro,  Brésil[3]
  - 33e en individuel féminin[2]